# البحر الأسود

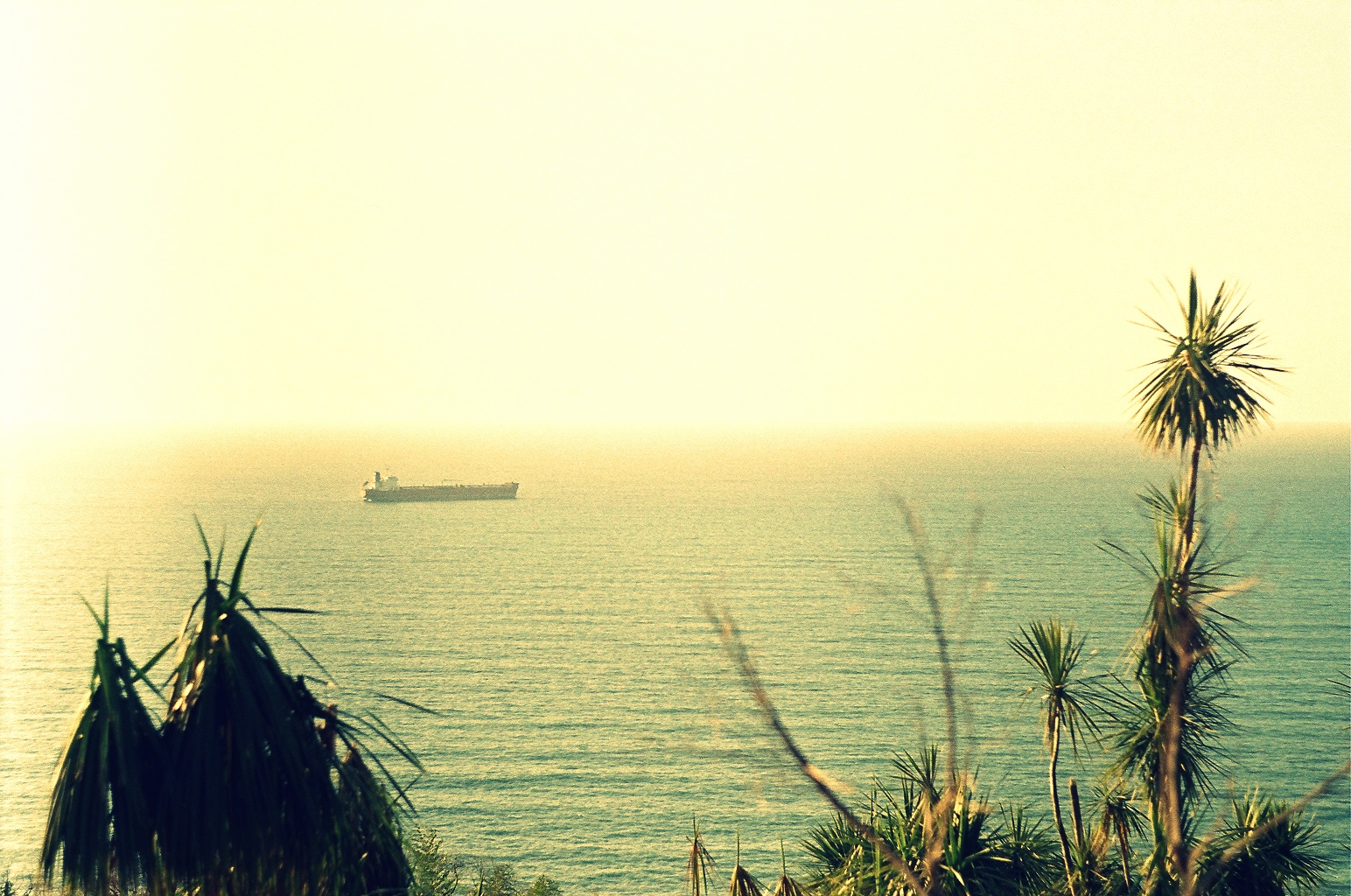
باطومي - جورجيا

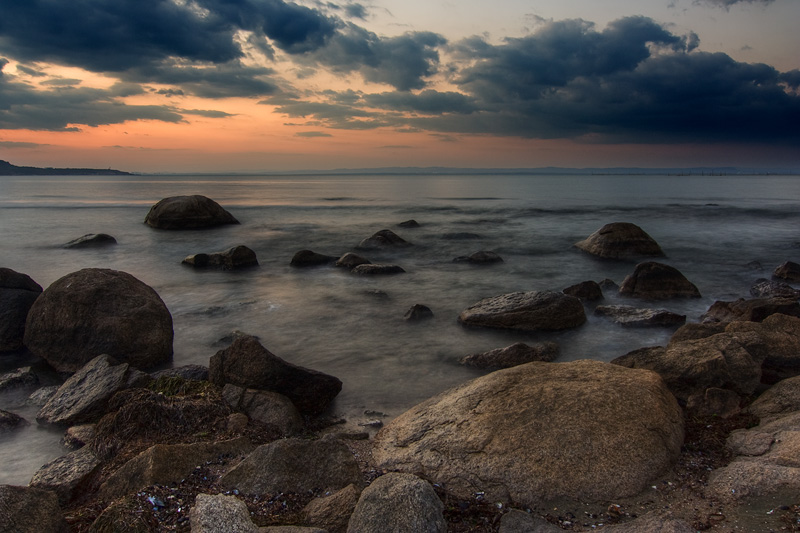
ساحل بلغاريا

البحر الأسود (عُرٍف قديمًا ببحر البنطس) هو بحر داخلي يقع ضمن البحر الأبيض المتوسط بين أوروبا وآسيا، شرقي البلقان، جنوب السهل الأوروبي الشرقي وغرب القوقاز وشمالي الأناضول. يحد البحر الأسود بلغاريا وجورجيا ورومانيا وروسيا وتركيا وأوكرانيا. يصب في البحر الأسود العديد من الأنهار الكبرى، وبشكل رئيسي نهر الدانوب ودنيبر ودنييستر، ونتيجة لذلك، تمتلك 6 دول سواحل على البحر الأسود، ويشمل مستجمعه المائي أجزاء من 24 دولة في أوروبا.
باستثناء بحر آزوف، يغطي البحر الأسود مساحة 436,400 كيلومتر مربع (168,500 ميل مربع)، ويبلغ عمقه الأقصى 2,212 متر (7,257 قدم) وحجمه يبلغ 547 ألف كيلومتر مكعب (131 ألف ميل مكعب). ترتفع معظم سواحله بصورة سريعة. هذه المرتفعات هي جبال بونتيك من جهة الجنوب، باستثناء شبه الجزر التي تواجه الجنوب الغربي، وجبال القوقاز من جهة الشرق، وجبال القرم في الشمال الأوسط. من جهة الغرب، الساحل هو سهول فيضية صغيرة أسفل التلال السفحية، مثل ستراندجا ورأس إيمين، الذي يشكل انحسارًا عند النهاية الغربية لجبال البلقان، وهضبة دوبروجا بصورة أبعد بكثير نحو الشمال. يبلغ أطول امتداد شرقي غربي نحو 1,175 كيلومتر (730 ميل). من بين المدن الهامة على الساحل (باتجاه عقارب الساعة من مضيق البوسفور) بورغاس وفارنا وكونستانتا وأوديسا وسيفاستوبول ونوفوروسيسك وسوتشي وبوتي وباتومي وطرابزون وسامسون.
يمتلك البحر الأسود توازنًا مائيًا إيجابيًا، مع تدفق إجمالي سنوي يبلغ 300 كيلومتر مكعب (72 ميل مكعب) في السنة الواحدة عبر مضيقي البوسفور والدردنيل في بحر إيجة. في حين أن التدفق الكلي للمياه في مضيقي البوسفور والدردنيل (يعرفان سويًا بالمضائق التركية) يكون خارج البحر الأسود، وتتدفق المياه بصورة إجمالية في كلا الاتجاهين في الوقت نفسه: وتتدفق مياه أكثر كثافة وملوحة من بحر إيجة في البحر الأسود أسفل المياه الأنقى والأقل كثافة التي تتدفق خارج البحر الأسود. يخلق ذلك طبقة دائمة وكبيرة من مياه عميقة لا تجف أو تختلط، ولذلك تكون قليلة الأوكسجين. والطبقة قليلة الأوكسجين هذه مسؤولة عن الحفاظ على حطام السفن القديمة التي وجدت في البحر الأسود، وتصرف هذه الطبقة في النهاية في البحر الأبيض المتوسط عبر المضائق التركية وبحر إيجة. يصل مضيق البوسفور البحر الأسود ببحر مرمرة الصغير الذي بدوره يتصل ببحر إيجة عبر مضيق الدردنيل. من جهة الشمال، يتصل البحر الأسود ببحر آزوف عبر مضيق كيرتش.
تنوع مستوى المياه إلى حد كبير حسب الفترة الجيولوجية. وبسبب هذه التغيرات في مستوى الماء في الحوض، كان الرف القاري المحيط والمآزر الرسوبية المرتبطة به أرضًا جافة في بعض الأحيان. عند بعض المستويات الحرجة للمياه، يصبح من الممكن إنشاء صلات مع الأجسام المائية المحيطة. وعبر أكثر هذه الطرق نشاطًا، المضائق التركية، يتصل البحر الأسود بالمحيط. خلال الفترات الجيولوجية التي لم تشهد وجودًا لهذا الرابط الهيدرولوجي، كان البحر الأسود حوضًا مغلقًا، ويعمل بصورة مستقلة عن النظام المحيطي العالمي (شبيه ببحر قزوين اليوم). في الوقت الراهن، مستوى مياه البحر الأسود مرتفع نسبيًا، ولذلك يتبادل البحر المياه مع البحر الأبيض المتوسط. النهر تحت البحر الأسود هو تيار من مياه مالحة بشكل خاص تتدفق عبر مضيق البوسفور وعلى طول قاع البحر الأسود، وهو أول نهر يكتشف من هذا النوع.

## الأسماء التاريخية والاصطلاح
الاسم المعروف الأقدم للبحر الأسود هو بحر زالبا، الذي سمي بذلك الاسم من قبل كل من شعب الهاتيان وغزاتهم الحيثيين. من المحتمل أن مدينة زالبا الهيتية كانت «تقع عند مصب نهر ماراسانتيا، نهر كيزيل إيرماك في يومنا هذا، أو على مقربة منه، على ساحل البحر الأسود».
ثمة قبول عام بأن الاسم اليوناني الأولي بونتوس أكسينوس ترجمة للكلمة الإيرانية أكساينا («داكن اللون»). تبنى المسافرون اليونانيون القدامى اسم أكسينوس، الذي كان مرادفًا للكلمة اليونانية أكسيينوس (غير مضياف). كان اسم بونتوس أكسينوس (بحر غير مضياف)، الذي ظهر للمرة الأولى في قصائد بيندار (تقريبًا عام 475 قبل الميلاد)، يعتبر نذير شؤم وتلطيفًا لغويًا ليعني العكس، يوكسينوس بونتوس (بحر مضياف)، وهي كلمة ظهرت للمرة الأولى في قصائد بيندار أيضًا. باتت تلك تسمية مستخدمة شائعة في اللغة اليونانية، على الرغم من أن الاسم «الحقيقي» بونتوس أكسينوس بقي مفضلًا في سياق الأسطورة.
تذكر موسوعة سترابو الجغرافية (1.2.10) أن البحر الأسود كان، في العصور القديمة، يسمى غالبًا وببساطة «البحر». وكان يعتقد أن البحر كان يسمى «البحر غير المضياف» من قبل سكان إقليم بونتوس جنوبي الخط الشاطئي قبل الاستعمار اليوناني نظرًا إلى صعوبة الملاحة فيه والسكان الأصليين البرابرة العدائيين (7.3.6)، وأن الاسم غُير إلى «مضياف» بعد استعمار الميليسيين للإقليم، ليعيدوه بذلك إلى العالم اليوناني.
يستمد الافتراض الشعبي تسمية «البحر الأسود» من اللون الداكن لمياهه أو ظروفه المناخية. ويرى بعض العلماء أن الاسم مستمد من نظام الألوان الذي يمثل الاتجاهات الرئيسية، فاللون الأسود أو الداكن كان يمثل الشمال، واللون الأحمر يمثل الجنوب والأبيض يمثل الغرب والأخضر أو الأزرق الخفيف يمثل الشرق. وبذلك كان مصطلح «البحر الأسود» يعني «بحر الشمال». ووفقًا لهذا المخطط، لا يمكن أن يعود أصل الاسم سوى إلى شعب كان يعيش بين البحرين الشمالي (الأسود) والجنوبي (الأحمر): وهو ما يشير إلى الإمبراطورية الأخمينية.
في المجموعة البونداهشنية الأعظم، وهو نص زرادشتي كتب باللغة البلهوية، يسمى البحر الأسود سيابون. في الكتاب الجغرافي حدود العالم الذي ألف في القرن العاشر باللغة الفارسية، يسمى البحر الأسود بالبحر الجورجي. تستخدم المدونات الجورجية الاسم زغوا سبيريسا (بحر سبيري) نسبة إلى قبيلة سبيريس أو ساسبيرس الجورجية. ويعود أصل أسماء حديثة أخرى مثل تشيورنويي موري وكارادينيز (كلاهما يعني البحر الأسود) إلى القرن الثالث عشر. تسمي خريطة الوصف الجديد لآسيا التي تعود إلى عام 1570 والتي رسمها أبراهام أورتيليوس في أطلس ثيتروم أوربيس تيراروم البحر باسم مار ماجيور (البحر العظيم)، والتي يمكن أن تقارن بالاسم اللاتيني ماري ماجور.
عادة ما استخدم العلماء الإنجليز الذين عاشوا في القرن الثامن عشر اسم بحر يوكسين. خلال حكم الإمبراطورية العثمانية، كان البحر يسمى إما بحر السياح (في الأبجدية الفارسية) أو كارادينيز (باللغة التركية العثمانية)، وكلاهما كان يعني «البحر الأسود».

## الأنهار
أهم الأنهار، التي تصب في البحر الأسود هو نهر الدانوب في الشمال الغربي ودنيستر ودنيبر في الشمال ونهر الكوبان في الشرق ونهر سقاريا في الجنوب، ولا يوجد فيه سوى ثلاث جزر صغيرة مهمة مميزة وهي زميني وبيرتيران وكفكن. مساحة المسطح المائي للبحر الأسود تزيد عن 420 ألف كم مربع وأقصى عمق له 2210 م، وأقصر عرض له يقع فيما بين رأس سارتيش في شبه جزيرة القرم شمالًا ورأس سارتيش جنوبًا، ولا يزيد على 263 كم.

## الدول المطلة
الدول المطلة على البحر الأسود هي (مع عقارب الساعة): أوكرانيا وروسيا وجورجيا وتركيا وبلغاريا ورومانيا.
ومن أهم المدن المطلة عليه أوديسا ويالطا وسيفاستوبول وكيرتش ونوفوروسيسك وسوخومي وسوتشي وباتومي وطرابزون وسامسون وزنغولداق وإسطنبول وبورغاس وفارنا وكونستانتا تحيط بالبحر الأسود من الشرق جبال القوقاز ومن الجنوب سلاسل جبال البحر الأسود ومرتفعات أسترنجه في الجنوب الغربي وفي الغرب مقدمة جبال البلقان ويعد مضيق البوسفور المنفذ الوحيد للبحر.

## الجغرافيا

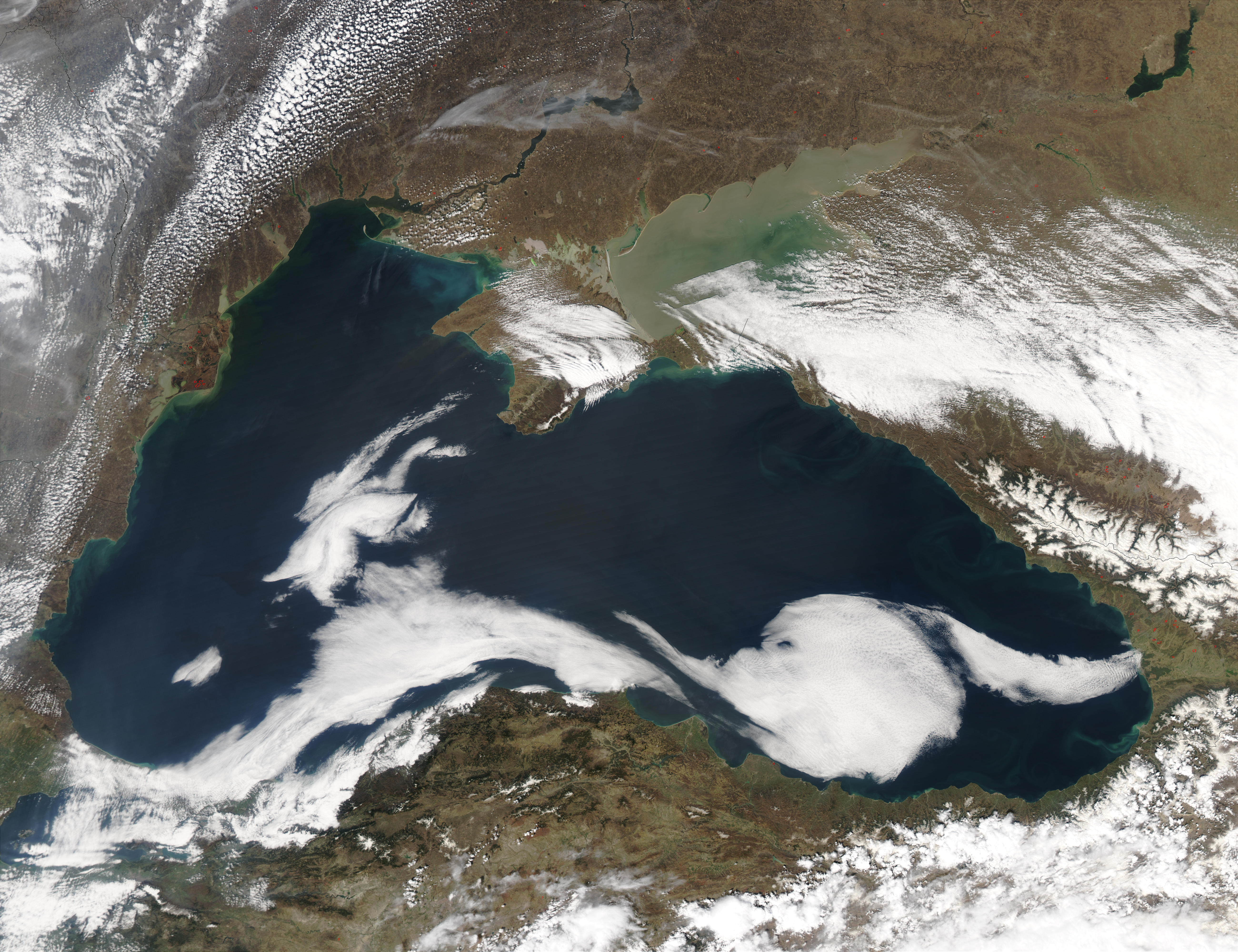
صورة البحر الأسود من جهاز استشعار

تتصف الجبال في الشرق والجنوب منه بتضاريسها الانكسارية والالتوائية وارتفاعاتها الشاهقة وتشكل عقبة كبيرة أمام اتصال المناطق الساحلية بالداخلية وتوجد عندها سهول ساحلية ضيقة جدًا وخط الساحل صخري منتظم قليل الخلجان الواسعة وفقير إلى الموانئ الطبيعية البحرية المهمة ولا تظهر الجبال إلا في جنوبي شبه جزيرة القرم وفيما عدا ذلك فالسهول الساحلية واسعة منبسطة تتلوى فيها الأنهار التي غالبًا ما تحتوي على الشواطئ الرملية، ويتصف خط الساحل بتعرجاته الكثيرة وتساعد خلجانه الواسعة على وجود موانئ طبيعية جيدة ويشغل الرصيف القاري نحو ربع مساحته الكلية ويتميز في أقسامه الجنوبية والشرقية بضيقه الشديد بنحو 10 كم وتتراوح عمق حافته بين 100 - 110 م وتمتد سلسلة جبلية مغمورة بمياهه نحو 160 كم موازية لوسط الساحل الجنوبي فيما بين مينائي حمصون وسينوب التركيين ويزداد عرض الرصيف القاري تدريجيًا من الجنوب الغربي إلى الشمال إلى أكثر من 150 كم ويتألف قاع البحر من حفرة تشغل ثلث مساحته الكلية وتتألف من طبقات صخور رسوبية وبازلتية وتتخللها طبقات من الجرانيت على أطرافها ذات السطح المنبسط تغطيه الرسوبات الناعمة ويزيد عمقه في الوسط على 2195 م ويقدر عمقه الأقصى بـ2245 م عند وسط الساحل التركي ويتمتع البحر الأسود بمناخ معقد انتقالي بين المناخ المتوسط جنوبًا والمناخ القاري شمالًا ويتأثر بالضغوط المرتفعة وهي السيبيرية والدائرة القطبية وضغط آصور ويعد منطقة عبور رئيسية للأعاصير السيكلونات في كل الفصول وتسود في أقسامه الشمالية الجافة في الشمال والشمال الغربي وتتعرض السواحل الجنوبية لشبه جزيرة القرم والسواحل التركية في الشتاء والربيع لرياح شبيهة بآلية رياح الفوهن الحارة.

## سبب التسمية
يعتقد جازما ان الاسم ناشئ من لون الصخور و الجبال المحيطة بالبحر و كذلك اللون الاسود للصخور و الحجارة الموجودة في قاع البحر حيث ان معظمها سوداء اللون. و يلاحظ ايضا ان الوان الحصى في مجاي الانهار المؤدية اليه تتسم كلها باللون الاسود.
الأسماء الحديثة للبحر هي مناظرات للاسم العربي "البحر الأسود"، بما فيهم باليونانية ماڤري ثلاسـّا (Μαύρη Θάλασσα)، بالبلغارية تشيرنو موره (Черно море)، بالجورجية شاڤي زغڤا (შავი ზღვა)، باللازية اوچا زوغا، أو ببساطة زوغا 'بحر'، بالرومانية ماريا نياگـْرا، بالروسية تشورنويه موره (Чёрное море)، بالتركية قرة دنيز، بالأوكرانية تشورني موري (Чорне море)، بالاوبيخ /ʃʷaʤa/. وقد عرف الإغريق والعرب البحر الأسود قديمًا ببحر البنطس Pontus ولا تدل تسميته الحالية على لون مياهه بل على صعوبة الملاحة فيه بسبب طبيعته القاسية ورياحه العاتية ولقد اشتهر لدي اليونان في القديم ببنطس أوكسينوس (Εὔξεινος Πόντος) أي «المضياف» ولكنهم نشروا مستعمراتهم على امتداد سواحله وعندما شغل الأتراك سواحله الجنوبية أحيوا تسميته القديمة بإطلاق اسم قره دنيز كما سماه الروس نشرنوي موره وتعني كل من التسميتين البحر الأسود وهذا الاسم لا يمكن تتبع أصله قبل القرن التاسع عشر، إلا أن هناك مؤشرات لأن يكون أقدم من ذلك وقد يكون السبب لهذا المصطلح اللوني قد يكون تمييزاً قديماً لاتجاه البوصلة حيث الأسود[ ؟ ] يشير إلى الشمال، والأحمر يشير إلى الجنوب، والأصفر إلى الشرق. وقد استعمل هيرودوت، في أحد المناسبات، البحر الأحمر والبحر الجنوبي كمترادفين. ونظرة مشابهة تُظهر أن الاسم التركي: 'قرة (أسود)' و'آق (أبيض)' يـُستخدما بدورهما أحياناً بدلاً من 'شمال' و'جنوب' في تركية العصور الوسيطة، كما في امبراطورية آقهون، وامبراطوريات أقويونلو وقرة قويونلو، وآقدنيز (حرفياً، 'البحر الأبيض'، تشير إلى البحر المتوسط الذي يقع إلى الجنوب من المستوطنات التركية في العصور الوسيطة. وهناك تفسير آخر يأتي من لون المياه العميقة للبحر الأسود. فكونه إلى الشمال من البحر المتوسط وأقل ملوحةً بكثير، فإن تركيز الطحالب الدقيقة أعلى كثيراً، مسبباً اللون الداكن. الرؤية في البحر الأسود هي في المتوسط 5 متر، مقارنة بنحو 35 متر في البحر المتوسط وقد يكون سمي البحر الأسود بهذا الاسم لكثرة السحب والضباب المحيط بمنطقته مما يجعله داكناً وأغلب السحب التي تتكون فوقه تكون سوداء اللون بسبب الموقع الجغرافي للبحر مما يمنع وصول ضوء الشمس إليه وبالتالي ينعكس اللون الأسود عليه.

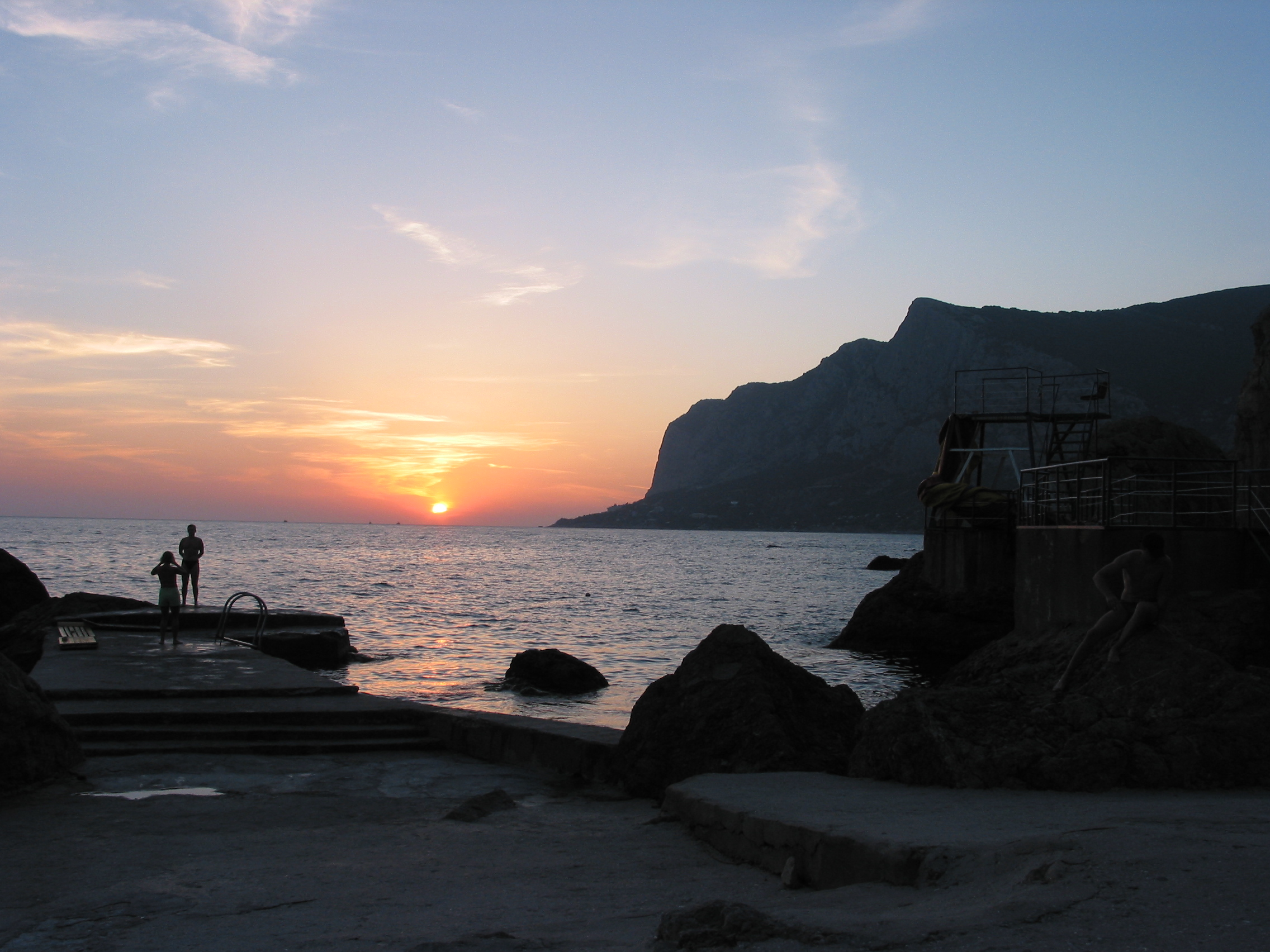
الغروب في البحر الأسود في مدينة لاپسي

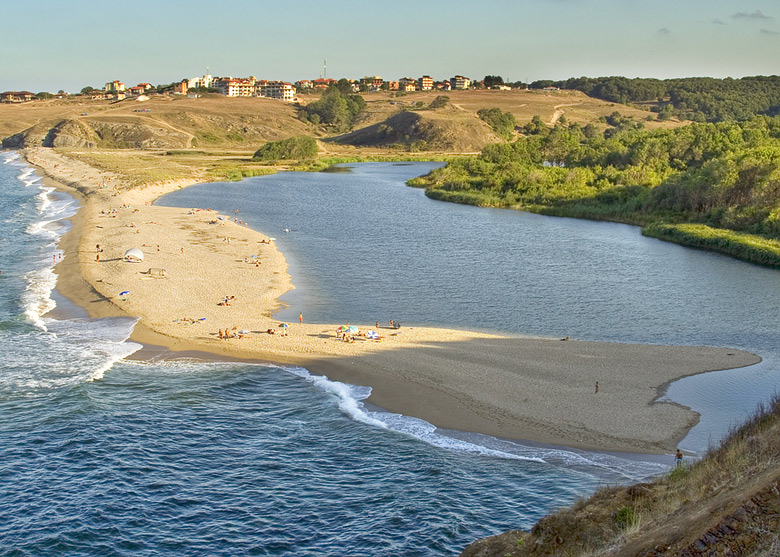
مصب فيليكا في البحر الأسود، سينمورتس، بلغاريا

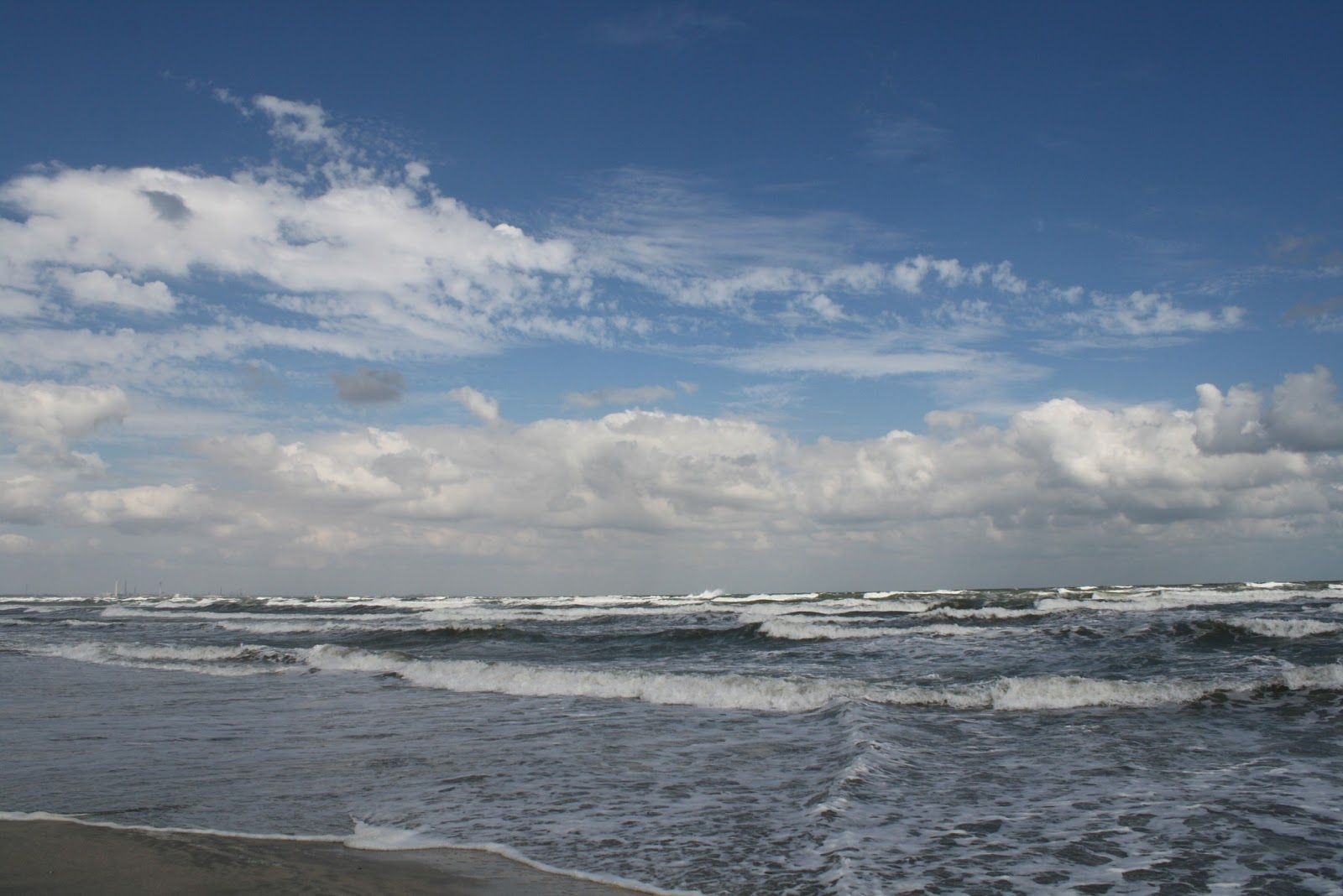
البحر الأسود بالقرب من كونستانتا، رومانيا

## الأهمية الاقتصادية والإستراتيجية للبحر الأسود
تعرف بعض قطاعات البحر الأسود بإنتاجيات حيوية كبيرة تزخر بالكائنات العضوية المميزة بأصولها المتوسطية والقزوينية وتشمل على كل المجموعات الرئيسية من العضويات المجهرية التي تزيد كتلتها الحيوية على مثل مجموع كتلتي البلانكونات الحيوانية والنباتية ويضم البحر 350 نوعاً من البالتكتونات الحيوانية و80 نوعاً من البالنكتونات النباتية و180 نوعاً من الأسماك وتزدهر الحياة النباتية في قطاعه الشمالي الغربي ويقدر وزنها الكلي بنحو 10 مليون طن والبحر الأسود هو الطريق البحري الوحيد الناجي من التجمد في معظم أيام السنة فيما يتصل مع روسيا الاتحادية وأوكرانيا كما أنه الطريق البحري الوحيد إلى بلغاريا ورومانيا وبواسطته تتصل الدول المحيطة به فيما بينها وتنفذ إلى دول أوروبا الشرقية ودول العالم ويعد البحر الأسود منتجعاً صيفياً يرتاده المصطافون كل عام وذلك بفضل المناخ اللطيف والينابيع المعدنية والشواطئ الجميلة ولا سيما في شبه جزيرة القرم وسواحل القفقاس كما يشمل البحر الأسود على مواقع صيد أسماك جيدة وتحظى روسيا وأوكرانيا بنحو ثلثي كمية الصيد ومن أهم موانئه موانئ(اوديسا و اليتشوفسك و يوجني و خيرسون و سيفاستوبل) في اوكرانيا و ميناء أوديسا ونوفورسيسك وباطومي وسوتشي على السواحل الشمالية والشمالية الشرقية وبورغاس وفارنا فيبلغاريا وكونستانتا في رومانيا وإسطنبول وسامسون وطرابزون في تركيا.

### الحفاظ على الكافيار من الانقراض
أعلنت عدد من الدول الغربية على رأسها الولايات المتحدة، في 2 نوفمبر 2005م، وقف استيراد كافيار بيلوجا الفاخر حفاظاً على سمكته من الانقراض في البحر الأسود. مما أدى إلى ارتفاع ثمنه في دول كثيرة في العالم.